# Лесная Жемчужина (Луганская область)
Лесная Жемчужина — общезоологический заказник лесостепного массива вблизи поселка Лозно-Александровка Белокуракинского района Луганской области Украины. Площадь заказника составляет 3174 га.

## Флора

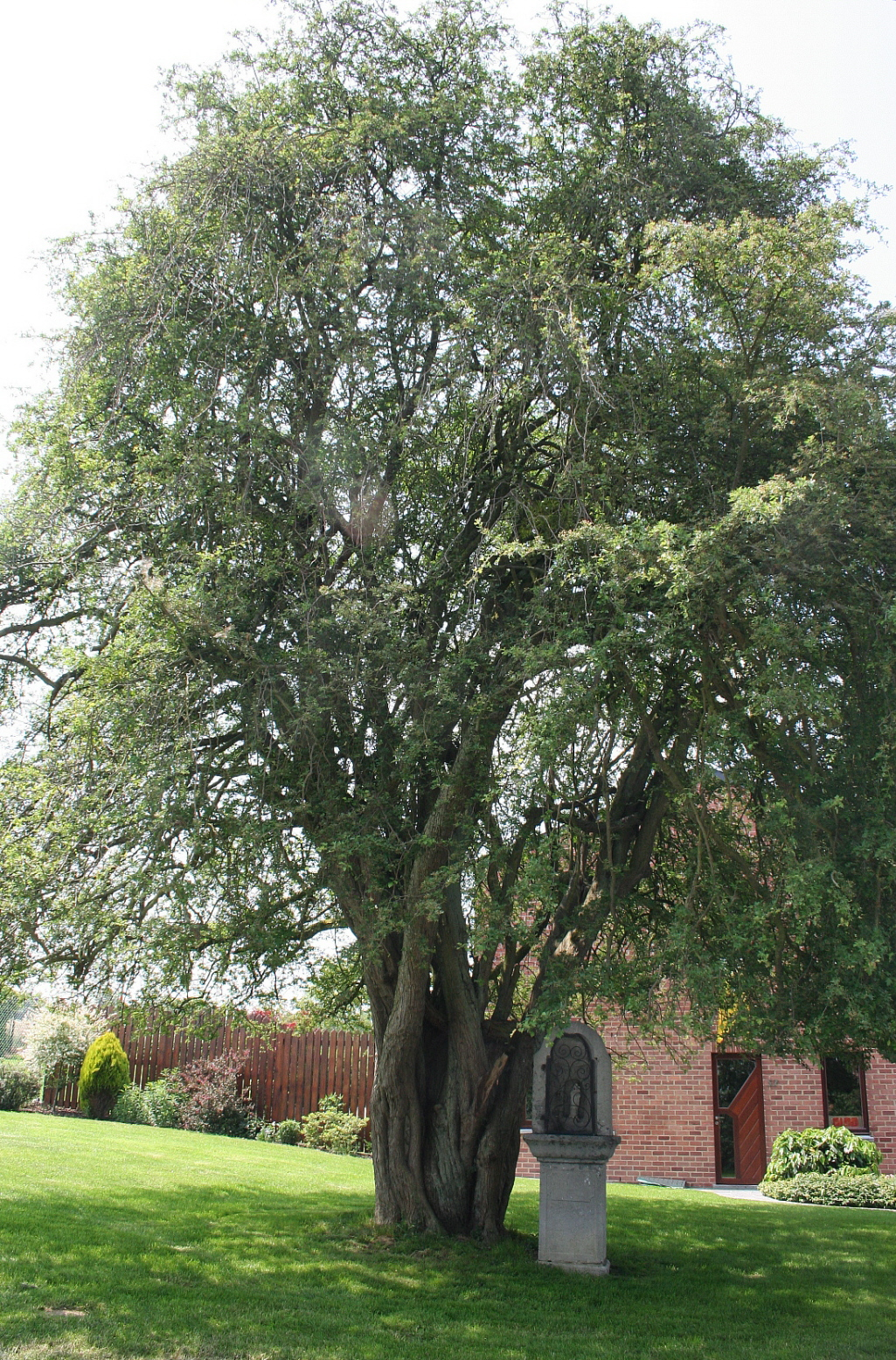
Боярышник

Лесостепные ландшафты, представлены разнотравно-типчаково-ковыльными степями и байрачными лесами с разнообразной фауной, которая требует охраны и восстановления. Леса представлены байрачными дубравами, березовыми, кленовыми и осиновыми рощами. Они образуют несколько лесных массивов, приуроченных к овражно-балочным системам. На опушках формируются плотные заросли из терна степного, нескольких видов боярышника и шиповника. На степных склонах представлены хорошо сохранившиеся степные формации с доминированием ковыля залесского.

## Фауна
Животный мир представлен зайцем-русаком, белкой обычной, куницей лесной, лисой обычной, свиньей дикой, косулей обычной. В заказнике много колоний сурка степного, который имеет благоприятные условия для дальнейшего существования и расселения.

## Охрана
Заказник был создан в соответствии с решением Луганского областного совета народных депутатов № 3/18 от 4 сентября 1998. Земли заказника находятся в ведении Лозно-Александровского лесничества (участка 1-8, 10, 12) Белокуракинского гослесоохотхозяйства.